# Campeonato da NACAC de Corta-Mato de 2010
O Campeonato da NACAC de Corta-Mato de 2010 foi a 6ª edição da competição organizada pela NACAC no dia 6 de março de 2010. Teve como sede a ilha de Tobago em Trinidad e Tobago, sendo disputadas 4 categorias entre sênior e júnior. Contou com a presença de 107 atletas de 11 nacionalidades, com destaque para os Estados Unidos com 11 medalhas no total, sendo 4 de ouro. 

## Medalhistas
Esses foram os resultados do campeonato. 
| Evento                         | Ouro                                 | Ouro    | Prata                            | Prata   | Bronze                       | Bronze  |
| ------------------------------ | ------------------------------------ | ------- | -------------------------------- | ------- | ---------------------------- | ------- |
| Sênior masculino 8 km          | Max King · Estados Unidos            | 23:48.2 | Michael Spence · Estados Unidos  | 24:06.0 | Robert Mack · Estados Unidos | 24:25.1 |
| Sênior feminino 6 km           | Delilah DiCrescenzo · Estados Unidos | 20:49.5 | Emily Harrison · Estados Unidos  | 21:01.2 | Anayeli Navarro · México     | 21:20.8 |
| Júnior masculino (Sub-20) 6 km | Kemoy Campbell · Jamaica             | 17:59.9 | Mohammed Ahmed · Canadá          | 18:20.3 | Erik Olson · Estados Unidos  | 18:37.0 |
| Júnior feminino (Sub-20) 4 km  | Geneviève Lalonde · Canadá           | 13:49.4 | Madeline Morgan · Estados Unidos | 13:52.8 | Caroline Pfister · Canadá    | 13:55.1 |
| Equipe                         |                                      |         |                                  |         |                              |         |
| Sênior masculino               | Estados Unidos                       | 10      | México                           | 34      | Guiana                       | 52      |
| Sênior feminino                | Estados Unidos                       | 12      | México                           | 26      | Trinidad e Tobago            | 52      |
| Júnior masculino (Sub-20)      | Canadá                               | 23      | Estados Unidos                   | 28      | Jamaica                      | 45      |
| Júnior feminino (Sub-20)       | Canadá                               | 16      | Estados Unidos                   | 24      | Jamaica                      | 56      |

## Quadro de medalhas
| Ordem | País           | Medalha de ouro | Medalha de prata | Medalha de bronze | Total |
| ----- | -------------- | --------------- | ---------------- | ----------------- | ----- |
| 1     | Estados Unidos | 4               | 5                | 2                 | 11    |
| 2     | Canadá         | 3               | 1                | 1                 | 5     |
| 3     | Jamaica        | 1               | 0                | 2                 | 3     |
| 4     | México         | 0               | 2                | 1                 | 3     |
| 5     | Guiana         | 0               | 0                | 1                 | 1     |
| Total | Total          | 8               | 8                | 7                 | 23    |

## Participação
Segundo uma contagem não oficial, 107 atletas de 11 países participaram. Os atletas anunciados da República Dominicana não compareceram. 
| - Aruba (4) - Bahamas (1) - Bermudas (7) - Canadá (12) | - Guiana (7) - Jamaica (12) - México (16) - Porto Rico (12) | - São Vicente e Granadinas (1) - Trinidad e Tobago (15) - Estados Unidos (20) |